# سیارک ۱۳۹۵
سیارک ۱۳۹۵ (به انگلیسی: 1395 Aribeda، نامگذاری:1936OB) هزار و سیصد و نود و پنجمین سیارک کشف شده‌است که در ۱۶ ژوئیه ۱۹۳۶ و در هایدلبرگ کشف شد.
قدر مطلق سیارک برابر ۱۱٫۴۰ است.